# Comuna Nikolaevo, Stara Zagora
Obștina Nikolaevo (comuna Nikolaevo) este o unitate administrativă în regiunea Stara Zagora din Bulgaria. Cuprinde un număr de 4 localități.  Reședința sa este orașul Nikolaevo. Localități componente:
| - Edrevo - Elhovo | - Nikolaevo - Nova Mahala |

## Demografie
Componența etnică a comunei Nikolaevo
     Romi (24,91%)
     Turci (10,67%)
     Bulgari (57,36%)
     Nicio identificare (6,85%)
     Altele (0,18%)
La recensământul din 2011, populația comunei Nikolaevo era de 4.346 locuitori. Din punct de vedere etnic, majoritatea locuitorilor (57,36%) erau bulgari, existând și minorități de romi (24,91%) și turci (10,67%). Pentru 6,85% din locuitori nu este cunoscută apartenența etnică.